# Бебічень
Бебічень, Бебічені (рум. Băbiceni) — село у повіті Ботошані в Румунії. Входить до складу комуни Дурнешть.
Село розташоване на відстані 376 км на північ від Бухареста, 30 км на схід від Ботошань, 76 км на північний захід від Ясс.

## Населення
За даними перепису населення 2002 року у селі проживали 553 особи.
Національний склад населення села:
| Національність | Кількість осіб | Відсоток |
| -------------- | -------------- | -------- |
| румуни         | 535            | 96,7%    |
| цигани         | 18             | 3,3%     |

Рідною мовою назвали:
| Мова      | Кількість осіб | Відсоток |
| --------- | -------------- | -------- |
| румунська | 542            | 98,0%    |
| циганська | 11             | 2,0%     |